# Nadja Vidije

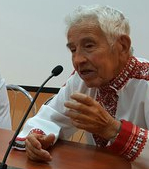
Nadja Vidije în 2016

Evgheni Vladimirovici Cetvergov (în rusă Евгений Владимирович Четвергов, cunoscut ca Nujan Vidjaz / Nadja Vidije / Нуянь Видяз; n. 30 martie 1934, Ardatovo, Mordovia) este un scriitor rus. A scris mai multe cărți în rusă și erziană. Este redactor-șef al revistei Erzyan Mastor.

## Viața
Cetvergov a studiat științe agricole și a lucrat ca inginer agricol și profesor la Universitatea de Stat a Mordoviei. A fost unul dintre fondatorii clubului cultural „Mastorava”. 

## Lucrări
- Сиреневая луна (1989)
- Велень вайгельть (1992)
- Сырнень човалят (1995)
- Иень тюст (2003)
- Янгамо (2006)
- Эрзянь Масторонть седейсэ. Имена их бессмертны (2007)
- Где цветет чистодуш? (2009)
- Эрязденть арсезь (2010)
- Ванине (2011)
- Тесэ ды Тосо (2013)
- Финно-угры в русском языке: топонимо-этимологический словарь финно-язычных, угорских и селькупских слок мена
- Поладкстомо (2016)